# Кипиново (Великотирновська область)
Ки́пиново (болг. Къпиново) — село у Великотирновській області Болгарії. Входить до складу общини Велико-Тирново.

## Населення
За даними перепису населення 2011 року у селі проживали 296 осіб.
Національний склад населення села:
| Національність   | Кількість осіб | Відсоток |
| ---------------- | -------------- | -------- |
| болгари          | 263            | 93,9%    |
| турки            | 8              | 2,9%     |
| цигани           | 5              | 1,8%     |
| інша             | 3              | 1,1%     |
| Всього відповіли | 280            |          |

Розподіл населення за віком у 2011 році:
Динаміка населення: